# Салмонелоза
Салмонела е заразна токсикоинфекция, от която боледуват хората, кучетата, котките, домашните и диви животни. Поразява тънкото черво и се причинява от бактерията Салмонела. Най-честите причинители на заболяването при кучетата са салмонелените щамове Sal. enteritidis и Sal. typhi murium, които са широко разпространени в природата.
Заразяването става след консумиране на сурово или полусурово месо и субпродукти – гръкляни, бял и черен дроб, далак, глави и крака на птици, добити при преработката на болни от салмонела животни. Попаднали в организма на животното, салмонелите се размножават и отделят ендотоксин – вещество, което причинява отравяне на организма.
Голяма част от преболедувалите кучета остават трайни салмоносители, защото невинаги организмът се освобождава изцяло от тези болестотворни микроорганизми и става източник за заразяване на други животни, хора и деца.

## Салмонелоза при кучетата
Салмонелозната токсикоинфекция при кучето обикновено протича в две форми – хронична, при салмонелоносителството и остра.

### Признаци
- Хронична форма

Твърде много лапане. При нея кучето е постоянен носител на причинителя и външно животното не показва видими симптоми на болестта. При някои болни кучета може да се наблюдава периодична диария, при която изпражненията имат водниста консистенция и неприятна гнилостна миризма. Телесната температура е променлива.
- Остра форма

При тази форма болестта се развива от няколко часа до 1 – 2 дни. Болното куче отказва храна, има силна жажда, повръща често, тялото е обездвижено, кожата е загубила еластичността си, очите са хлътнали, кучето скимти, изпитва болка в областта на стомаха, изпражненията имат диаритичен вид с остра неприятна гнилостна миризма. Общото състояние също е силно влошено. Температурата е повишена до 41 °C. Дишането е учестено, а сърдечният пулс е ускорен и слаб. Диагнозата на заболяването се поставя въз основа на данните на анамнезата, клиничните симптоми и бактериологичните лабораторни изследвания.

### Лечение
Болното куче се изолира. Подобрява се личната хигиена на стопанина и условията на отглеждане. За лекуване се използват антибиотици с широк спектър на действие, изотонични разтвори, витамини и др.

### Профилактика
Суровото месо и субпродукти от домашни животни не се използват за храна на кучетата. Те могат да бъдат използвани само и единствено след термична обработка.

## Салмонелоза при човека
Човекът се заразява при контакт с болно куче или когато консумира хранителни продукти, замърсени със салмонелозни бактерии. Болестта при човека започва внезапно с треска, висока температура, гадене, повръщане и стомашно-чревно разстройство (диария). Изпражненията са воднисти, жълтокафяви на цвят, имат неприятна гнилостна миризма, примесени са със слуз, а в някои случаи дори и с кръв. Болният има остра болка в корема, главоболие и изпитва остра мускулна треска. Вследствие на диарията тялото се обезводнява и се нарушава водно-солевият баланс на организма. Хората, които имат животно, което вече е заразено, трябва да ваксинират животното.

### Лечение
Болестта след лечение при възрастните преминава за 4 – 7 дни, а при децата до 10 – 15 дни. Лекуването се извършва с водно-солеви разтвори, антибиотици, витамини и диетичен хранителен режим.